# Luisito Rey
Luis Gallego Sánchez (Cádiz, 28 de junio de 1945-Barcelona, 9 de diciembre de 1992), conocido por su nombre artístico Luisito Rey, fue un cantante, compositor y guitarrista español. Participó en varios escenarios en España, México, Costa Rica y Puerto Rico, entre otros países. Algunas de sus composiciones más destacadas fueron «El loco», «El circo» y «Frente a una copa de vino».
Su cónyuge fue la italiana Marcella Basteri, con quien tuvo tres hijos: Luis Miguel, Alejandro y Sergio Gallego Basteri. Descubrió tempranamente las cualidades artísticas de su primer hijo, y abandonó su propia carrera para acompañarlo y representarlo. La tutela sobre él se prolongó hasta 1988, cuando Luis Miguel llegó a la mayoría de edad y decidió reemplazarlo como manager.

## Biografía

### Primeros años
Nació el 28 de junio de 1945 en Cádiz, España. Sus padres, Rafael Gallego Rey y Matilde Sánchez Repiso, eran cantantes de flamenco. A temprana edad incursionó en ese género, participando de un concurso difundido por una radioemisora de Cádiz, en un programa llamado Café de redacción, impulsado y apoyado por su madre. Ganó el primer premio y fue así como inició su carrera artística. Posteriormente cambió su nombre artístico por Luis Gasán, uniéndose al grupo musical «Los Joselitos del Cante», iniciando una serie de giras promocionales por España. En 1954, junto con su madre, se mudó a la ciudad de Madrid, donde participó con un pequeño personaje de un film titulado Pobre niña rica. Posteriormente se desplazó a la ciudad de Barcelona.

### Residencia en América
En 1961, como parte de la troupe de Pedrito Rico, realizó -al menos- dos presentaciones en vivo en radioemisoras de Argentina. La primera en LR3 Radio Belgrano, de la ciudad de Buenos Aires, y la otra en LU2 Radio Bahía Blanca, de la ciudad homónima, a la que volvió en 1967. En la reseña de su actuación se lo considera un artista con peso propio como cantautor. En 1962, Ricardo Avedol le produjo su primer disco, y tuvo participación en diversos programas de televisión. Además de componer sus propios temas lo hizo para otros cantantes famosos, como el español Peret, y los franceses Édith Piaf, Charles Aznavour e Yves Montand. El contenido de algunas de sus canciones ofendió al régimen de Francisco Franco, y debido a esto sufrió de censura. Finalmente se trasladó a París, Francia, donde decidió cambiarse nuevamente su nombre artístico por el de Luis Miguel Gallegos, debido la admiración que tenía hacía el torero español Luis Miguel Dominguín, padre del cantante Miguel Bosé.
A finales de los años 1960 contrajo matrimonio con la italiana Marcella Basteri, con quien más adelante emigró primero a San Juan de Puerto Rico, ciudad donde, el 19 de abril de 1970, nació su hijo Luis Miguel, con ciudadanía estadounidense, y luego la familia completa se trasladó a la ciudad de Veracruz, México. Establecidos allí, Luisito Rey publicó su primer sencillo «El lavaplatos», que posteriormente se lanzó en un disco de larga duración (LP) en el que se incluía la canción «Marcela», compuesta por él mismo, que, el 16 de marzo de 1985, el propio Luis Miguel le cantó a su madre, actuando en el Luna Park de Buenos Aires, en la última aparición pública de esta antes de su desaparición.
Su primera incursión en la televisión mexicana, el 12 de marzo de 1980, fue a través del favor que le concedió su hermano Mario Gallego, que tenía relaciones desde su infancia con Arturo Durazo, influyente jefe de la policía y cabeza del narcotráfico en la capital. Luisito Rey interpretó su éxito «Frente a una copa de vino». Dos años más tarde, solicitó el favor para su hijo Luis Miguel, que participó del programa Siempre en domingo, producido en los estudios de Televisa de Chapultepec.

### Últimos años y fallecimiento
El 18 de agosto de 1992, la discográfica Sony Music, que había absorbido a Columbia Records, publicó, en formato CD, diez de sus éxitos. Pocos meses después, estando en Barcelona, contrajo una neumonía fulminante por consumo de alcohol y falleció, el 9 de diciembre, a los 47 años de edad. Sus restos se encuentran en una urna lacrada, en el cementerio mancomunado de la bahía de Cádiz.

## La desaparición de Marcella Basteri
En 1986, Marcella Basteri Tarrozzo había decidido trasladarse a su ciudad natal Carrara, Italia, llevándose al hijo menor de ambos. Posteriormente se encontró con Luisito Rey en España, en donde le manifestó a su tía, Adua Basteri, su deseo de viajar a Chile para encontrarse con su hijo Luis Miguel, que tenía 16 años entonces. Más tarde, Marcella desapareció misteriosamente, sin que se haya vuelto a conocer su paradero.

## Discografía
| Álbum                                     | Año  | Identificador                                               | Productora       |
| ----------------------------------------- | ---- | ----------------------------------------------------------- | ---------------- |
| Luisito Rey con Mito García y su orquesta | 1963 | Simple. ECL 129                                             | Columbia Records |
| La personalidad                           | 1964 | EP. Catálogo SCGE-80681                                     | Columbia Records |
| Luisito Rey, flamenco y twist             | 1964 | EP. SCGE-80682                                              | Columbia Records |
| Luisito Rey, Sevilla bonita               | 1965 | EP. SCGE-80894                                              | Columbia Records |
| Sings For Love / Por amor                 | 1968 | LP. Catálogo ES 1923                                        | Columbia Records |
| De nuevo                                  | 1974 | EP. —                                                       | Columbia Records |
| Luisito Rey!                              | 1975 | LP. Orquestas Lucio Milena y Mito García. Catálogo ES 14761 | Columbia Records |
| Luisito Rey!                              | 1975 | DCS-761, DCA-383 (Venezuela)                                | Columbia Records |
| Mi pueblo ya no es mi pueblo              | 1977 |                                                             | Philips          |
| Luisito Rey. Vive...y está aquí           | 1980 |                                                             | EMI México       |
| Luisito Rey / 10 Hits                     | 1992 | CD. Catálogo CDB-80850 Stereo                               | Sony Music       |